# 邁克爾·特維諾
邁克爾·特維諾（Michael Trevino，1985年1月25日—）是一位美國演員。他最著名的作品是在CW電視台電視劇《吸血鬼日記》中飾演Tyler Lockwood角色。

## 外部連結
- 邁克爾·特維諾在互联网电影资料库（IMDb）上的資料（英文）